# Mulgrave-et-Derry
Mulgrave-et-Derry est une municipalité du Québec (Canada) située dans la municipalité régionale de comté (MRC) de Papineau dans la région administrative de l'Outaouais.

## Toponymie
Elle est nommée en l'honneur de John Sheffield, duc de Buckingham et de Mulgrave, et de la ville irlandaise de Derry.

## Histoire

### Chronologie
- 1870 : La municipalité des cantons unis de Mulgrave-et-Derry est constituée à partir des cantons cadastraux dont elle porte le nom.
- 1920 : Mulgrave-et-Derry est amputé d'un partie de son territoire au profit de la municipalité de Montpellier
- 2003 : La municipalité change de statut et devient la municipalité de Mulgrave-et-Derry.

## Démographie
| 1996 | 2001 | 2006 | 2011 | 2016 | 2021 |
| ---- | ---- | ---- | ---- | ---- | ---- |
| 250  | 235  | 389  | 366  | 369  | 461  |

## Administration
À l'origine, la municipalité était dans le comté de Papineau. Elle a été incorporée dans la municipalité régionale de comté de Papineau en 1983.
Les élections municipales se font en bloc pour le maire et les six conseillers.
| Mulgrave-et-Derry Maires depuis 2001                                                                                 |                 |         |          |
| Élection | Maire           | Qualité | Résultat |
| 2001 | Michael Kane    |         | Voir     |
| 2005 | Michael Kane    | Voir    |          |
| 2009 | Michael Kane    | Voir    |          |
| 2013 | Michael Kane    | Voir    |          |
| 2017 | Michael Kane    | Voir    |          |
| 2021 | Marcel Beaubien |         | Voir     |
| Élection partielle en italique Depuis 2005, les élections sont simultanées dans toutes les municipalités québécoises |                 |         |          |